# Cassidelina
Cassidelina es un género de foraminífero bentónico de la familia Stainforthiidae, de la superfamilia Turrilinoidea, del suborden Buliminina y del orden Buliminida. Su especie tipo es Cassidelina profunda. Su rango cronoestratigráfico abarca desde el Plioceno hasta la Actualidad.

## Discusión
Clasificaciones previas incluían Cassidelina en el suborden Rotaliina del orden Rotaliida. Clasificaciones más modernas la consideran como un sinónimo posterior de Fursenkoina de la familia Fursenkoinidae de la superfamilia Fursenkoinoidea.

## Clasificación
Cassidelina incluye a las siguientes especies:
- Cassidelina clara
- Cassidelina nodosa
- Cassidelina profunda
- Cassidelina sgarrellae
- Cassidelina spinescens
- Cassidelina subcapitata

Otras especies consideradas en Cassidelina son:
- Cassidelina complanata, aceptado como Fursenkoina complanata
- Cassidelina davisi, aceptado como Fursenkoina davisi